# Ursicinus (Einsiedler)

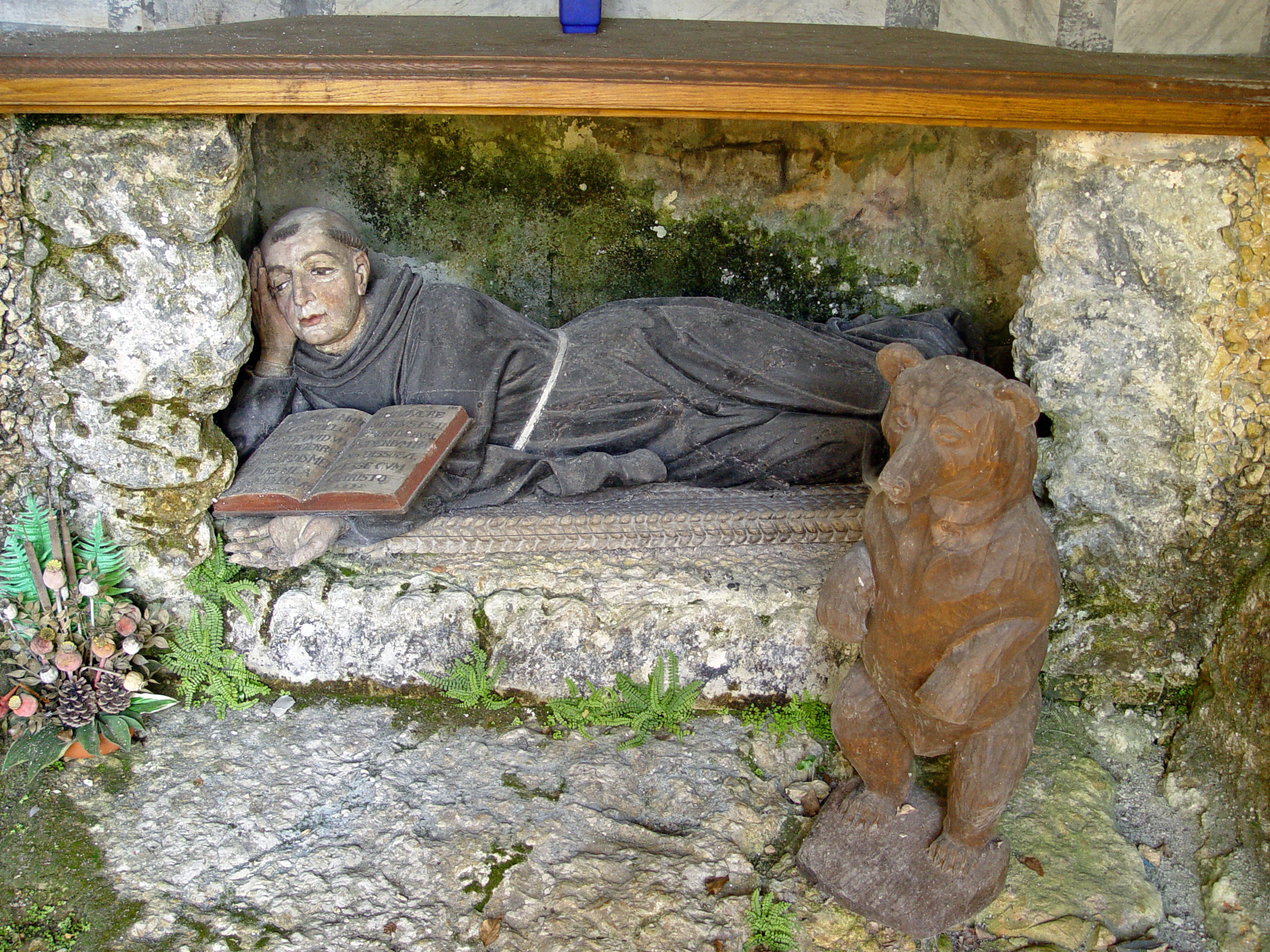
Statue des Heiligen im Felsen oberhalb von St. Ursanne

Ursicinus († zwischen 610 und 630 in Saint-Ursanne, Kanton Jura, Schweiz) war ein Eremit im 7. Jahrhundert und ist ein Heiliger. Er ist auch unter den Namensformen Ursinus und St. Ursitz bekannt.
Nach der Legende war Ursicinus ein Mönch und Schüler von Kolumban im Kloster Luxeuil und zog sich um das Jahr 610 in eine Einsiedelei im Tal des Doubs zurück. Ob er tatsächlich Schüler von Kolumban war, kann allerdings nicht historisch belegt werden, weil Ursicinus in der Lebensvita des heiligen Kolumban nicht erwähnt wird. Abt Germanus von Moutier-Grandval baute ihm zu Ehren bei Grandval / Moutier (noch vor 675) eine Kirche. Somit muss Ursicinus schon im 7. Jahrhundert verehrt worden sein.
Über seinem Grab am Ufer des Doubs entstanden das Kloster und die Stadt Saint-Ursanne.
Sein Gedenktag ist der 24. Juli oder der 20. Dezember.